# Пруферова секвенца
У области комбинаторна математика, Пруферова секвенца (Пруферови бројеви или Пруферов код) означеног стабла је јединствена низ везана за стабло (теорија графова). То је секвенца за дрво које је n величине има дужину n – 2 и може бити генерисана помоћу једностваног итеративног алгоритма. Пруферову секвенцу је направио Хајнц Пруфер да би доказао Кајлијеву формулу 1918. године.

## Алгоритам за пребацивање дрвета у Пруферову секвенцу
Секвенца се може генерисати тако што се итеративно одузимају чворови дрвета све док не остану само два. Конкретно, ако постоји означено дрво Т са чворовима {1, 2, ..., n}. На кораку i, скини лист са најмањом вредношћу и постави i-ти елемент секвенце да буде ознака суседа тог листа.
Пруферова секвенца је јединствена и има дужину од n − 2.

### Пример
Разматрамо објашњени алгоритам изнад да ради на дрвету десно. Иницијално, чвор 1 је лист са најмањом ознаком, тако да је он први избачен и 4 се ставља у Пруферову секвенцу. Чворови 2 и 3 су следећи склоњени, тако да се 4 додаје још два пута. Чвор 4 је сада лист са најмањом ознаком, тако да се уклања и додајемо 5 у секвенцу. Остало је само два чвора тако да се ту зауставља алгоритам. Секвенца је на крају: {4, 4, 4, 5}.

## Алгоритам који пребацује Пруферову секвенцу у дрво
Нека је {a[1], a[2], ..., a[n]} једна Пруфероца секвенца:
Дрво ће имати n+2 чворова, који су обележени од 1 до n+2. За сваки чвор постави његов степен према броју колико пута се понавља у секвенци плус 1. На пример у псеудо коду:
```
 
Convert-Prüfer-to-Tree
(
a
)
 1 
n
 ← 
length
[
a
]
 2 
T
 ← a graph with 
n
 + 2 isolated nodes, numbered 1 
to
 
n
 + 2
 3 
degree
 ← an array of integers
 4 
for
 each node 
i
 in 
T

 5     
do
 
degree
[
i
] ← 1
 6 
for
 each value 
i
 in 
a

 7     
do
 
degree
[
i
] ← 
degree
[
i
] + 1
```

Даље, за сваки број у секвенци a[i], нађи први (са најмањим бројем) чвор j, са степеном једанким 1, додај грану (j, a[i]) дрвету, и декрементирај степене j и a[i]. У псеудо коду:
```
 8 
for
 each value 
i
 in 
a

 9     
for
 each node 
j
 in 
T

10          
if
 
degree
[
j
] = 1
11             
then
 Insert 
edge
[
i
, 
j
] into 
T

12                  
degree
[
i
] ← 
degree
[
i
] - 1
13                  
degree
[
j
] ← 
degree
[
j
] - 1
14                  
break
```

На крају ове петље остаће два чвора са степеном 1 (зваћемо их у и в). На крају додај грану (у, в) дрвету.

```
15 
u
 ← 
v
 ← 0
16 
for
 each node 
i
 in 
T

17     
if
 
degree
[
i
] = 1
18         
then
 
if
 
u
 = 0
19             
then
 
u
 ← 
i

20             
else
 
v
 ← 
i

21                  
break

22 Insert 
edge
[
u
, 
v
] into 
T

23 
degree
[
u
] ← 
degree
[
u
] - 1
24 
degree
[
v
] ← 
degree
[
v
] - 1
25 
return
 
T
```

## Кајлијева формула
Пруферова секвенца означеног дрвета са одеђеним бројем чворова је јединствена секвенца дужине n -2 са ознакама 1 до n — толико је јасно. Донекле мање очигледно је чињеница да за задату секвенцу С дужине n -2 са озанакама 1 до n, постоји јединствено означено дрво чија је Пруферова секвенца јесте С.
Последица тога је да Пруферова секвенца даје бијекцију између групе означених стабала са n чворова и групе секвенци дужине n -1 на ознакама од 1 до n. Последња наведена група има величину од  n на n-2, тако да постојање ове бијекције доказује Кајлијеву формулу тј. Да постоји nn-2 озанчених стабала на n чворова.

## Остале примене
- Кајлијева формула може да се унапреди да би се доказало следеће тврђење:

Број стабала у комплетном графу Кn са степеном di који је дрећен за сваки чвор је једнак мултиномијалном коефицијенту.
{\displaystyle {\binom {n-2}{d_{1}-1,\,d_{2}-1,\,\dots ,\,d_{n}-1}}={\frac {(n-2)!}{(d_{1}-1)!(d_{2}-1)!\cdots (d_{n}-1)!}}.}
Доказ се налази при опажању да у Пруферовој секвенци број i се појављује (di – 1) пута.
- Кајлијева формула може да се генерализује: означено дрво је у ствари разапињуће стабло изведено из комплетан графа. Ако поставимо рестрикцију на набројане Пруферова секвенце, сличне методе могу да дају број разапињућих стабала једног комплетног бипартитивног графа. Ако је G комплетан бипартитвни граф са чворовима 1 до n1 у једној партицији и чворове n1 + 1 до n у другој партицији, број означених разабињућих стабала од графа G је n1^n2-1 n2^n1-1 где је n2 = n − n1.
- Генерисањем униформних распоређених насумичних Пруферових секвенци и пребацивањем истих у одговаралућа стабла је једноставан метод за генерисање униформних распоређених насумичних означених стабала.